# Cultura di Srednij Stog
La cultura di Srednij Stog (dal nome del villaggio ucraino di Serednyi Stih dove fu per prima localizzata, per cui Srednij Stog è la sua designazione convenzionale in lingua russa) risalente approssimativamente al periodo che va dal 4500-3500 a.C. Era situata precisamente a nord del Mar d'Azov fra i fiumi Dnepr e Don. Uno dei siti più noti associati a questa cultura è Deriïvka.

## Descrizione
Essa sembra abbia avuto contatti con la cultura agricola di Trypillia nell'ovest e fu contemporanea della cultura di Chvalynsk. C'è un parere (di Jurij Rassamakin) il quale lo considera un termine areale, con almeno quattro distinti elementi culturali. Il principale esperto di questa cultura, Dmytro Telegin, ha suddiviso la Srednij Stog in due fasi distinte. Ad essa subentrò la cultura di Jamna.
L'inumazione avveniva in una fossa a livello del suolo, non ancora coperta da un tumulo (kurgan). Il deceduto veniva posto supino con le gambe flesse. Veniva usata l'ocra. Anche la II fase conobbe la ceramica del vasellame a corde e asce da guerra in pietra del tipo che più tardi verrà associato all'espansione delle culture indoeuropee verso ovest. La cosa più notevole è che essa possiede la prova più arcaica dell'addomesticamento del cavallo (nella II fase, 4000-3500 a.C. ca.): dei suggestivi reperti di pezzi di briglia (psalia).
Nel contesto della teoria kurganica modificata di Marija Gimbutas, questa cultura archeologica pre-kurgan potrebbe rappresentare la Urheimat (patria) della lingua protoindoeuropea. La teoria della continuità paleolitica associa la tomba a fossa e le culture kurgan della Srednij Stog con i popoli turchi ma questa tesi non gode di alcun credito.